# Umehara Daigo
Umehara Daigo (梅原 大吾 (Mai Nguyên Đại Ngô)/ うめはら だいご sinh ngày 19 tháng 5 năm 1981) là một game thủ chuyên nghiệp người Nhật nổi tiếng. Umehara chuyên về thể loại đối kháng arcade 2D, chủ yếu là những trò chơi phát hành bởi Capcom. Được biết đến với cái tên "Daigo" hoặc "The Beast" ở phương Tây và "Umehara" hoặc "Ume" ở Nhật Bản, Umehara được coi là người chơi Street Fighter nổi tiếng nhất trên thế giới, hoặc là người chơi Street Fighter vĩ đại nhất. Anh hiện tại đang giữ kỷ lục thế giới là "người chơi thành công nhất trong những giải đấu lớn của Street Figher" trong kỷ lục Guinness thế giới.
Trước khi ký một thỏa thuận với MadCatz và trở thành một game thủ chuyên nghiệp, giới truyền thông Nhật Bản thường gọi Umehara là "Vị Chúa tể của trò chơi đối kháng 2D" (2D格闘ゲームの神 "2D Kakutou Game no Kami").

## Sự nghiệp ban đầu
Umehara bắt đầu tới trung tâm trò chơi arcade và chơi các trò chơi đối kháng từ lúc 10 tuổi khi anh còn là một học sinh trường cấp một, cùng lúc khi trò chơi Street Fighter II và Garou Densetsu (Fatal Fury) đến với trung tâm trò chơi. Bởi vì tủ máy SFII quá dài và có nhiều đứa trẻ lớn hơn thường xuyên chơi nên thực tế trò chơi đối kháng đầu tiên của Umehara là Garou Densetsu.. Vì không thể ở lại quá trễ, Umehara ban đầu đã thách thức những người chơi khác trong trò chơi Street Fighter II Dash (Champion Edition) mặc dù anh cảm thấy ngại và phải nhận được sự chấp nhận từ những người chơi, nhưng đó cũng là lúc anh bắt đầu thích chơi với những người chơi khác.
Năm 1998, Umehara tham gia cuộc đấu Street Fighter Zero 3 chính thức của Capcom và tiến thẳng tới trận chung kết diễn ra tại Tokyo Game Show 1998: Autumn vào ngày 10 tháng 11. Sau khi chiến thắng cuộc đấu bằng cách đánh bại Ōnuki 3-1, với tư cách là nhà vô địch, Umehara đã đối đầu với Alex Valle, người đã thắng cuộc đấu Street Fighter Alpha 3 của Mỹ. "Grand Championship" quốc tế đã được tổ chức tại San José, California vào ngày 8 tháng 11. Đây là lần đầu tiên Umehara đến Mỹ và là cuộc đấu đầu tiên ở nước ngoài. Umehara đã chiến thắng với tỉ số 2-1.
Năm 2002, Umehara xuất hiện tại cuộc thi đấu biểu diễn có chủ đề Hoa Kỳ chống lại Nhật Bản được tổ chức tại Nhật Bản. Người chơi của Hoa Kỳ đã thi đấu trong bốn trò chơi (Super Street Fighter II Turbo, Street Fighter Alpha 3, Street Fighter III 3rd Strike và Marvel vs. Capcom 2) để có quyền thi đấu với người chơi giỏi nhất của Nhật Bản trong từng trò chơi. Umehara chỉ tham dự 3rd Strike nhưng đã đánh bại tất cả các đối thủ và đều kết thúc các hiệp đấu bằng chiêu thức Shoryuken của Ken.
Năm 2003, Umehara giành chiến thắng trong cuộc đấu Super Street Fighter II Turbo trong Super Battle Opera (Tougeki) và cũng chiến thắng trò chơi này trong Evolution Championship Series khi lần đầu tiên tham gia, khiến anh trở thành người chơi đầu tiên chiến thắng cả hai giải này trong cùng một năm và cùng một trò chơi. Umehara cũng tham dự Evolution 2004 và Absolution 2004 vào ngày 18 tháng 4 tại Anh và giành chiến thắng trò chơi SSF2 Turbo.

## Sự trở lại đầy kịch tính
Umehara bắt đầu nổi tiếng rộng rãi từ video trên Youtube miêu tả trận đấu tại giải Evolution Championship Series 2004, trò chơi Street Fighter III 3rd Strike khi mà anh thể hiện sự trở lại đầy kịch tính chống lại Chun-Li của Justin Wong. Khoảnh khắc đầy cảm xúc của Ken cuối trận đấu và tiếng hoan hô rất lớn của người xem đã được ghi lại và truyền bá trên Internet và trở nên rất phổ biến.
Chương trình truyền hình MAG-NET của kênh NHK đã gọi khoảnh khắc này là "Kiseki no Gyakuten Geki" (奇跡の逆転劇) hoặc là "sự đảo lộn tình thế thần kỳ". Còn cộng đồng game đối kháng gọi đó là "Moment 37" 

## Thành tích ở các cuộc đấu
| Năm  | Giải đấu                         | Trò chơi                                          | Vị trí | Ghi chú                                  |
| ---- | -------------------------------- | ------------------------------------------------- | ------ | ---------------------------------------- |
| 2011 | Nagoya Street Battle 30          | Super Street Fighter IV: Arcade Edition (3 đấu 3) | 1st    | Đồng đội: Tokido, Mago                   |
| 2011 | Super Battle Opera 2011          | Super Street Fighter IV: Arcade Edition (2 đấu 2) | 3rd    | Đồng đội: Iyo                            |
| 2011 | Evolution 2011                   | Super Street Fighter IV: Arcade Edition           | 4th    |                                          |
| 2011 | NorCal Regionals 9               | Super Street Fighter IV: Arcade Edition           | 1st    |                                          |
| 2011 | ReveLAtions                      | Super Street Fighter IV: Arcade Edition           | 1st    |                                          |
| 2011 | Topanga Charity Cup              | Super Street Fighter IV: Arcade Edition (5 on 5)  | 1st    | Đồng đội: Tokido, Mago, Nyanshi, Bonchan |
| 2010 | NorCal Regionals 8               | Super Street Fighter IV (3 on 3)                  | 1st    | Đồng đội: Ricky Ortiz, fLoE              |
| 2010 | NorCal Regionals 8               | Super Street Fighter II Turbo HD Remix            | 1st    | -                                        |
| 2010 | The Canada Cup                   | Super Street Fighter IV                           | 1st    | -                                        |
| 2010 | The Canada Cup                   | Super Street Fighter IV (3 on 3)                  | 3rd    | Đồng đội: Air, Mago                      |
| 2010 | The Canada Cup                   | Super Street Fighter II Turbo HD Remix            | 1st    | -                                        |
| 2010 | SoCal Regionals 2010             | Super Street Fighter IV                           | 2nd    | -                                        |
| 2010 | SoCal Regionals 2010             | Super Street Fighter II Turbo HD Remix            | 1st    | -                                        |
| 2010 | Season's Beatings V              | Super Street Fighter II Turbo                     | 1st    | -                                        |
| 2010 | Nagoya Street Battle 17          | Super Street Fighter IV (3 on 3)                  | 1st    | Đồng đội: MACHI, Momochi                 |
| 2010 | Super Battle Opera 2010          | Street Fighter IV (3 on 3)                        | 2nd    | Đồng đội: TKD, Bon-chan                  |
| 2010 | Ayano Cup                        | Street Fighter IV (5 on 5)                        | 1st    | Đồng đội: Nyanshi, Misse, Nemo, Iyo      |
| 2010 | Super VS Battle 20-X             | Super Street Fighter IV                           | 3rd    | -                                        |
| 2010 | Evolution 2010                   | Super Street Fighter IV                           | 1st    | -                                        |
| 2010 | Nagoya Street Battle 15          | Super Street Fighter IV (3 on 3)                  | 2nd    | Đồng đội: Mago, Tokido                   |
| 2010 | Evolution Asia-Pacific           | Super Street Fighter IV                           | 1st    | -                                        |
| 2010 | World Game Cup 2010              | Street Fighter IV (2 on 2)                        | 1st    | Đồng đội: Eita                           |
| 2010 | World Game Cup 2010              | Street Fighter IV                                 | 2nd    | -                                        |
| 2009 | Seasons Beatings IV              | Street Fighter IV                                 | 1st    | -                                        |
| 2009 | Seasons Beatings IV              | Super Street Fighter II Turbo HD Remix            | 1st    | -                                        |
| 2009 | Seasons Beatings IV              | Street Fighter IV (3 on 3)                        | 3rd    | Đội: Daigo Company                       |
| 2009 | Shiozawa Cup                     | Street Fighter IV (5 on 5)                        | 1st    | Đồng đội: Nyanshi, Misse, Iyo, Bon-chan  |
| 2009 | GODSGARDEN #1                    | Street Fighter IV                                 | 3rd    | -                                        |
| 2009 | Evolution 2009                   | Street Fighter IV                                 | 1st    | -                                        |
| 2007 | 2nd Darkstalker Combination Cup  | Vampire Hunter                                    | 1st    | -                                        |
| 2007 | Hyper-Mania 4                    | Hyper Street Fighter II (Team)                    | 2nd    | -                                        |
| 2007 | X-Mania 7                        | Super Street Fighter II Turbo (Team)              | 2nd    | -                                        |
| 2006 | Evolution 2006                   | Guilty Gear XX Slash                              | 2nd    | -                                        |
| 2005 | Super Battle Opera 2005          | Street Fighter III: 3rd Strike (2 on 2)           | 1st    | Đồng đội: Nuki, Team: UmeNuki            |
| 2005 | Super Battle Opera 2005          | Capcom Fighting Jam (Team)                        | 2nd    | -                                        |
| 2004 | 4th Cooperation Cup              | Street Fighter III: 3rd Strike                    | 1st    | -                                        |
| 2004 | Absolution 2004                  | Super Street Fighter II Turbo                     | 1st    | -                                        |
| 2004 | Absolution 2004                  | Guilty Gear XX #Reload                            | 1st    | -                                        |
| 2004 | Absolution 2004                  | Street Fighter III: 3rd Strike                    | 1st    | -                                        |
| 2004 | Absolution 2004                  | Street Fighter Zero 3                             | 3rd    | -                                        |
| 2004 | Evolution 2004                   | Super Street Fighter II Turbo                     | 1st    | -                                        |
| 2004 | Evolution 2004                   | Guilty Gear XX                                    | 1st    | -                                        |
| 2004 | Evolution 2004                   | Street Fighter III: 3rd Strike                    | 2nd    | -                                        |
| 2004 | Kakutou Ishin                    | Street Fighter III: 3rd Strike                    | 2nd    | -                                        |
| 2004 | Kakutou Ishin                    | Street Fighter Zero 3                             | 2nd    | -                                        |
| 2003 | Evolution 2003                   | Super Street Fighter II Turbo                     | 1st    | -                                        |
| 2003 | Evolution 2003                   | Guilty Gear XX                                    | 1st    | -                                        |
| 2003 | Evolution 2003                   | Street Fighter III: 3rd Strike                    | 2nd    | -                                        |
| 2003 | Evolution 2003                   | Capcom vs. SNK 2                                  | 2nd    | -                                        |
| 2003 | Super Battle Opera (#1)          | Super Street Fighter II Turbo (Đồng đội)          | 1st    | Đồng đội: Kurahashi, Otochun             |
| 2003 | Super Battle Opera (#1)          | Capcom vs. SNK 2                                  | 2nd    | -                                        |
| 2000 | Official National Tournament     | Capcom vs. SNK                                    | 1st    | -                                        |
| 2000 | 3rd Official National Tournament | Street Fighter Zero 3                             | 1st    | -                                        |
| 2000 | X-Mania 2000                     | Super Street Fighter II Turbo (3 on 3)            | 3rd    | -                                        |
| 1999 | Official National Tournament     | Street Fighter Zero 3 (Đồng đội)                  | 2nd    | -                                        |
| 1998 | Official National Tournament     | Street Fighter Zero 3                             | 1st    | International Champion                   |
| 1997 | GAMEST Cup                       | Vampire Savior                                    | 1st    | -                                        |